# Stanza di Eliodoro
De Stanza di Eliodoro is een van de vier kamers in het Apostolisch paleis van het Vaticaan, die zijn bekendheid geniet door de fresco’s van Rafaël Santi en zijn assistenten/leerlingen. De opdracht voor de decoratie van de vier kamers werd door paus Julius II verleend aan de schilder Rafaël onder meer op voordracht van Donato Bramante. Samen met de plafondschilderingen in de Sixtijnse Kapel van Michelangelo worden Rafaëls fresco’s beschouwd als de hoogtepunten in de schilderkunst tijdens de periode van de Hoog-Renaissance.
De naam van de kamer is gebaseerd op het onderwerp van een van de vier aanwezige fresco’s, “De verdrijving van Heliodorus uit de tempel”. Thema van de schilderingen in de kamer is de bescherming die Christus verleent aan de Rooms-Katholieke Kerk.
Als dank voor zijn mecenas beeldde Rafaël Julius II oorspronkelijk af op drie van de vier aanwezige fresco’s, hoewel op het fresco “De ontmoeting van paus Leo de Grote en Attila” het gezicht van de paus overgeschilderd werd en daarvoor in de plaats de beeltenis van paus Leo X gebruikt werd.

## De verdrijving van Heliodorus uit de tempel
Want door hen werd een paard gezien, met een zeer schoon dek versierd, waarop een zat, die schrikkelijk was, hetwelk sterk rennende zijn voorste voeten op Heliodorus geworpen heeft, en die daarop zat scheen een gouden harnas aan te hebben.26 En daar verschenen voor hem nog twee andere jongelingen, uitmuntend in sterkte, en zeer schoon in heerlijkheid, en sierlijk in kleding, die ook staande elk aan een van zijn zijden, hem zonder ophouden geselden, hem vele slagen gevende.

Het verhaal, beschreven in het Bijbelboek II Makkabeeën (3: 21-28) uit het Oude Testament, vertelt hoe Heliodorus, minister van de koning van Syrië Seleucus IV Philopator, uit naam van zijn vorst belast was met de taak om Joodse schatten in te nemen. Wanneer Heliodorus de tempel binnengaat om de daar aanwezige schat te confisqueren wordt hij verdreven door bodes van God.
Dit moment van verdrijving werd door Rafaël afgebeeld, waarbij hij paus Julius II links op het tafereel afbeeldde als toeschouwer.

## De bevrijding van Sint Petrus
En zie, een engel des Heren stond daar, en een licht scheen in de woning, en slaande de zijde van Petrus, wekte hij hem op, zeggende: Sta haastiglijk op. En zijn ketenen vielen af van de handen..

Met dit fresco liet Rafaël in drie episodes zien hoe Petrus bevrijd werd uit zijn gevangenschap onder koning Herodes Agrippa I door een door God gezonden engel. Het rechtse tafereel toont hoe de engel de bewakers in slaap brengt, het centrale deel de daadwerkelijke bevrijding en links de constatering van de ontwaakte bewakers dat hun gevangene ontsnapt is. Het tafereel is ontleend aan het verhaal zoals beschreven in het Bijbelboek “Handelingen van de Apostelen” uit het Nieuwe Testament.

## De ontmoeting van paus Leo de Grote en Attila
Met dit fresco werd verbeeld hoe paus Leo I, gesteund door de heilige Sint Petrus en Sint Paulus zwevend in de lucht en gewapend met zwaard, erin slaagde om de aspiraties van Attila de Hun om de stad Rome binnen te vallen wist te voorkomen en er zelfs in slaagde dat de Hunnen zich terugtrokken.

## De Mis in Bolsena
Het laatste fresco is gebaseerd op een voorval, dat zich rond 1263 had afgespeeld in Bolsena. Een priester uit Bohemen, die geen geloof hechtte aan de transsubstantiatie, zou er getuige geweest van zijn dat tijdens een eucharistieviering in de Heilige Christina basiliek de hostie begon te bloeden en op het altaarkleed een kruis achterliet. Naar aanleiding van deze gebeurtenis werd het hoogfeest ‘Sacramentsdag’ door paus Urbanus IV ingesteld.
Ook op deze schildering beeldde Rafaël Julius af, in aanbidding van het mirakel. Het kind tussen de groep vrouwen links onder zou een afbeelding zijn van Julius’ buitenechtelijke dochter, Felice della Rovere, terwijl de kardinalen die achter Julius II staan zijn neven Leonardo en Raffael Riario verbeelden.